# Tungelerschans

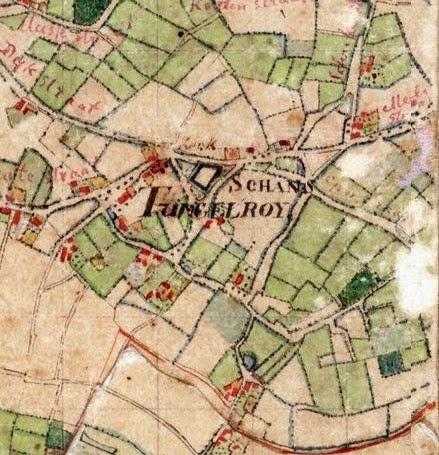
Tungelerschans op de topografische militaire kaart (jaartal onbekend)

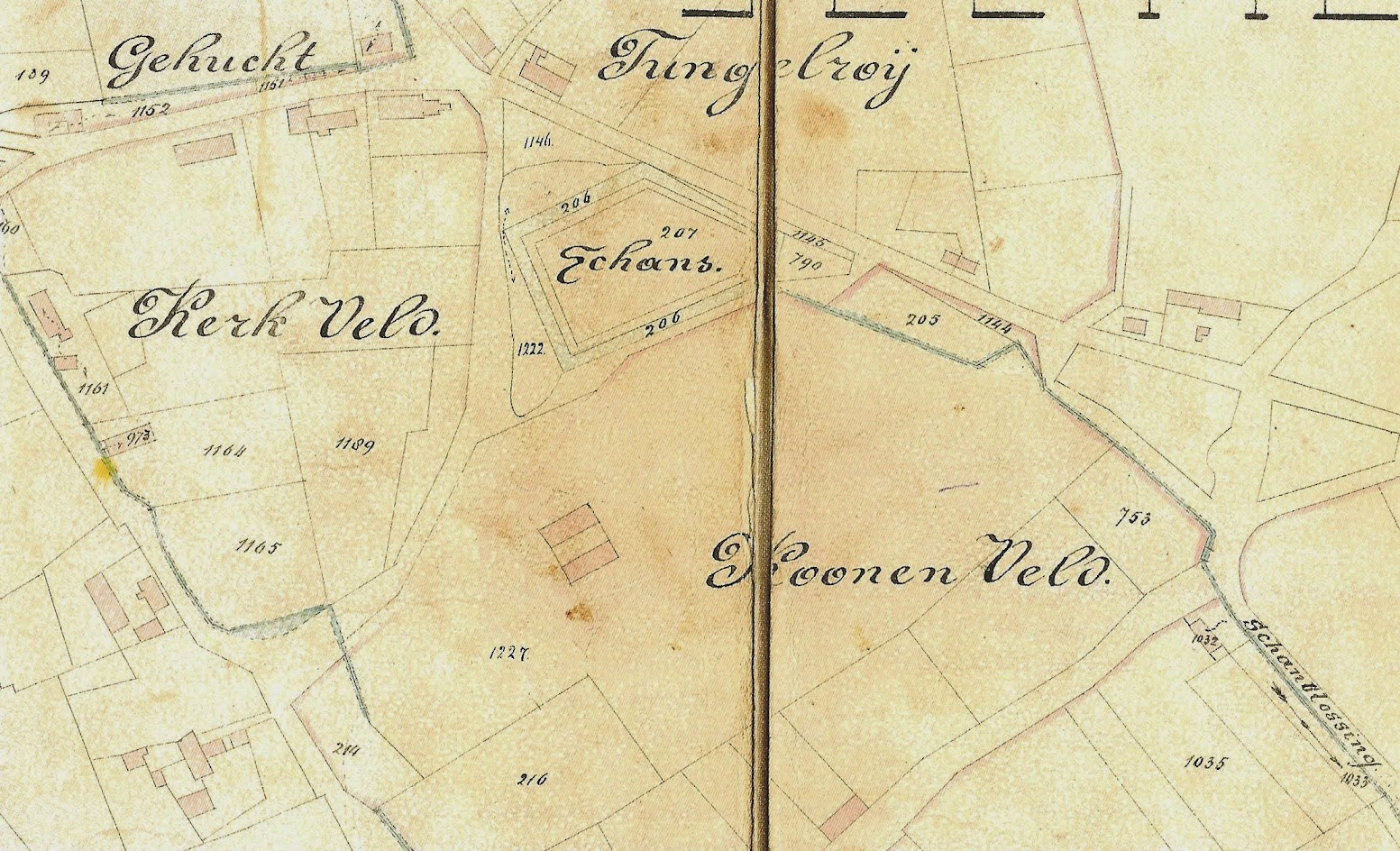
Tungelerschans op de Legger Waterlossingen van 1903

De Tungelroyse Schans was een boerenschans in Tungelroy in de Nederlands-Limburgse gemeente Weert. De schans lag direct ten zuiden van de Tungeler Dorpsstraat en ten westen van de straat Tungelerschans.

## Geschiedenis
Het jaar waarin de schans precies aangelegd werd is niet bekend. In 1647 wordt de schans voor het eerst vermeld met de verkoop van het schanshuis.
In 1820 werd er op de schans een school gebouwd.
Op de Nettekening van rond 1840 wordt de schans aangegeven als een klein omgracht terrein met de aanduiding Schans.
In 1989 werden de laatste grachten gedempt.
In de 21e eeuw werd er op het schansterrein een woonwijkje gebouwd.

## Constructie
De schans had een oppervlakte van ongeveer 67 are en had een vijfhoekig plattegrond. Rond de schans lag een gracht die werd via de Schanslossing gevoed met water van de Tungelroyse Beek. De schans zelf lag hoger dan de omliggende omgeving.